# Ricardo Guedes
Pour les articles homonymes, voir Guedes.
Ricardo Guedes Moseque, né le 6 novembre 1972 à Melo, est un coureur cycliste uruguayen.

## Palmarès
- 1996
  - 6e étape de la Rutas de América
- 1999
  - Tour du Paraguay
- 2002
  - 7e étape de la Rutas de América
- 2009
  - 2e du Tour d'Uruguay
- 2014
  - Campeonato Invierno de Montevideo :
    - Classement général
    - 8e étape
- 2015
  - 2e du championnat d'Uruguay sur route
- 2016
  - 2e du championnat d'Uruguay sur route

## Classements mondiaux
| Année            | 2009 |
| ---------------- | ---- |
| UCI America Tour | 87e  |